# Marssac-sur-Tarn
Marssac-sur-Tarn è un comune francese di 2 976 abitanti situato nel dipartimento del Tarn nella regione dell'Occitania.

## Società

### Evoluzione demografica
Abitanti censiti